# Sos

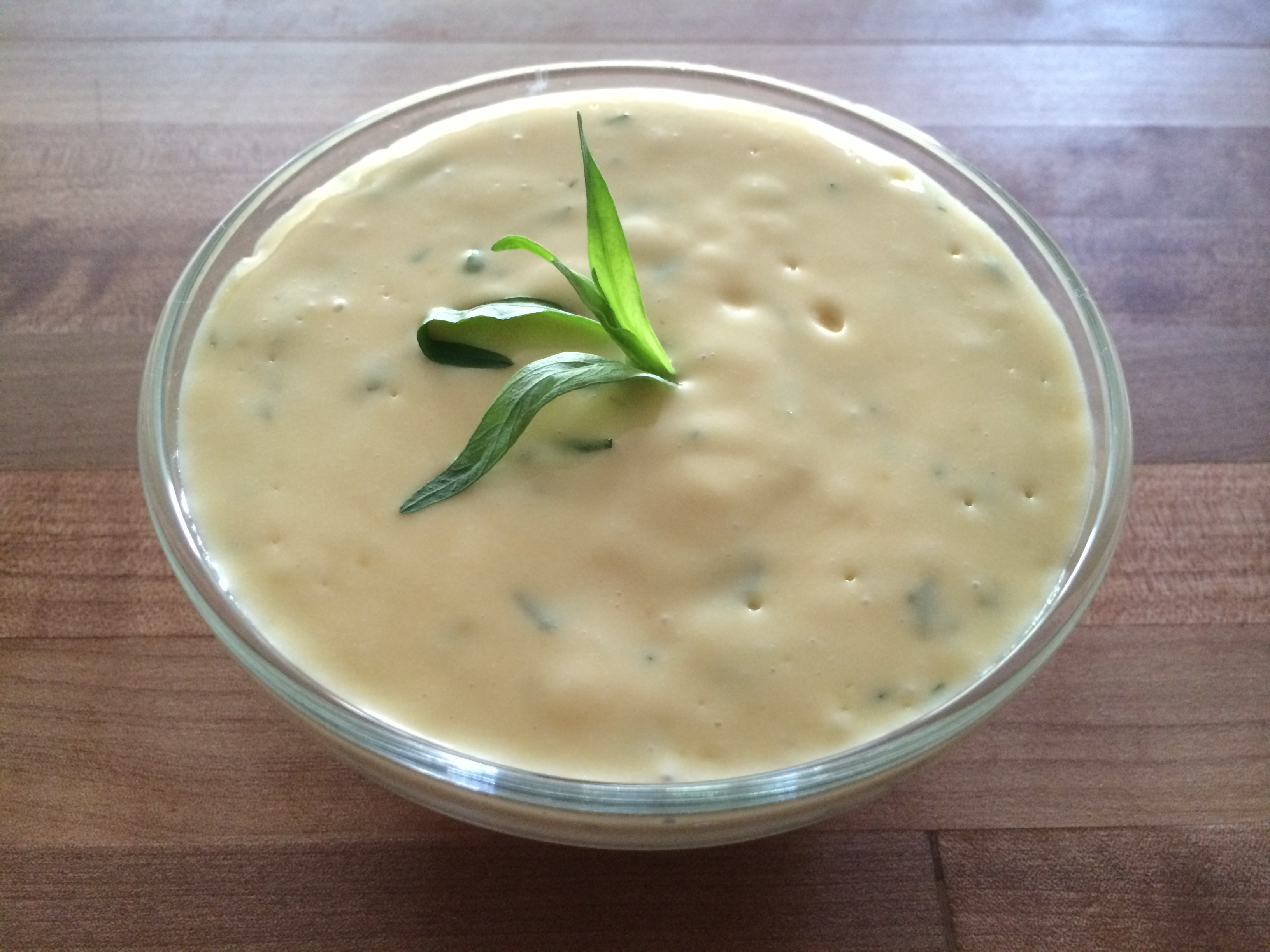
Sos bearneński przyozdobiony świeżym zielem

Sos (fr. sauce) – gęsty płyn, tworzony na bazie różnych składników, nadających mu odmienne smaki (ostry, łagodny, kwaśny, słodki, umami), stosowany jako dodatek do: mięs, ryb, makaronów, wędlin, sałatek, deserów, kanapek itd. W konsystencji luźniejszy od kremu. Sosy dzielą się na: gorące, zimne i majonezowe. Istnieje też inny podział, wywodzący się z kuchni francuskiej, klasyfikujący sosy jako pochodne jednego z pięciu sosów bazowych.
Sosy gorące sporządzane są, podobnie jak zupy, na bazie wywaru. Do zagęszczania tych sosów stosuje się: zawiesinę z mąki pszennej lub mąki ziemniaczanej i wody, mąki pszennej lub ziemniaczanej i śmietany, zasmażkę lub żółtka jaj. Wybrane sosy to:
- sos bearneński
- beszamel – francuski
- ketchup – amerykański
- majonez – francuski
- mole – meksykański
- musztarda
- nuok mam – wietnamski
- pesto – włoski
- tabasco
- sos aurora – francuski
- sos bolognese
- sos Cumberland
- sos chrzanowy
- sos cygański
- sos cytrynowy
- sos czosnkowy
- sos demi-glace lub sos hiszpański
- sos grzybowy
- sos kabul
- sos koperkowy
- sos miętowy
- sos Mornay
- sos muślinowy
- sos piri
- sos pomidorowy
- sos rybny
- sos sojowy
- sos soubise
- sos supreme
- sos szary
- sos szodon
- sos tatarski
- sos waniliowy
- sos Worcestershire – angielski
- sos winegret – francuski zimny sos do sałatek na bazie octu i oleju
- sos Barbecue
- sos holenderski
- żółty sos polski